# Stanisław Glinski
Stanisław Martynowicz Glinski, ros. Станислав Мартынович Глинский (ur. w 1894 w Warszawie, zm. 9 grudnia 1937 w Moskwie) – radziecki funkcjonariusz służb specjalnych.

## Życiorys
W 1910 ukończył szkołę rzemieślniczą w Warszawie, po czym znalazł pracę w odlewni metalurgicznej. W 1911 wstąpił do Socjaldemokratycznej Partii Robotniczej Rosji (RSDRP). Wkrótce został sekretarzem Komitetu Mokotowskiego RSDRP. W 1913 r. wraz z rodziną wyjechał na Syberię, gdzie odbywał karę zesłania jego ojciec. Tam zaangażował się w działalność rewolucyjną. Dwa razy był aresztowany przez Ochranę. Udało mu się zbiec z więzienia, ale był zmuszony ukrywać się. W maju 1917 r. zmobilizowano go do 12 Syberyjskiego Pułku Piechoty, który skierowano do Łotwy na Front Północny. Stanisław Glinski z ramienia bolszewików prowadził agitację rewolucyjną wśród żołnierzy. Wkrótce przeniesiono go do 17 Syberyjskiego Pułku Piechoty, w którym stanął na czele rewolucyjnego komitetu pułkowego. Od końca stycznia 1918 r. pułk, wchodząc w skład nowo formowanego wojska bolszewickiego, walczył na Uralu z Kozakami. Od maja tego roku S. Glinski dowodził bolszewickim oddziałem partyzanckim w walkach z Korpusem Czechosłowackim. Następnie objął funkcję szefa sztabu 30 Dywizji Piechoty. Od listopada 1918  służył w strukturach Czeka w Jekaterynburgu. Początkowo był funkcjonariuszem Oddziału Specjalnego Czeka, a następnie stanął na jego czele. We wrześniu 1920 przeniesiono go do centrali Czeka w Moskwie. Wyznaczono go zastępcą szefa ds. pracy agenturalnej Oddziału Specjalnego 16 Armii. W 1921 prowadził działania skierowane przeciwko Ludowemu Związkowi Obrony Ojczyzny i Wolności. Występował wobec „sawinkowców” jako działacz antykomunistycznej organizacji Liberalni Demokraci. Brał udział w czynnym rozpracowaniu partyzanckiego oddziału „sawinkowców”, który ukrywał się w jednym z chutorów w rejonie horeckim guberni mohylewskiej. Ponadto S. Glinski działał przeciwko „bałachowcom”. W tym czasie zajmował następujące stanowiska: od czerwca 1921 był szefem wydziału specjalnego białoruskiej Czeka, zaś od lipca tego roku – pełnomocnikiem grupy uderzeniowej do spraw rozpracowania misji zagranicznych na Białorusi; w czerwcu 1922 został szefem Zasławskiego Pogranicznego Oddziału Specjalnego. W 1923 objął funkcję szefa Oddziału Specjalnego Mińskiego OGPU. W sierpniu 1924 uczestniczył w napadzie dywersyjnym na Stołpce. Pod koniec 1924 został zastępcą kierownika OGPU na Białorusi. Na początku 1925 przeniesiono go do centrali OGPU w Moskwie, gdzie służył w Oddziale Kontrwywiadowczym. Wkrótce przeszedł jednak do INO OGPU. Na początku 1926 skierowano go do Wolnego Miasta Gdańska jako zastępcę rezydenta INO OGPU, zaś po kilku miesiącach do Warszawy. Wziął udział w operacji „Trust”. Kierował też działania dezinformacyjnymi wobec polskiego wywiadu wojskowego dotyczącymi siły bojowej Armii Czerwonej. Na początku 1927 powrócił do Moskwy. W lutym 1928 został rezydentem INO OGPU w Helsinkach, w 1930 w Rydze, zaś w 1931 w Pradze. W 1934 odesłano go do Moskwy, po czym skierowano jako rezydenta NKWD do Paryża. W 1936 awansował do stopnia starszego majora bezpieczeństwa państwowego. W sierpniu 1937, po ponownym przybyciu do Moskwy, został aresztowany przez NKWD. Po procesie skazano go na karę śmierci, wykonaną 9 grudnia tego roku przez rozstrzelanie.